# Horowhenua
Horowhenua es un distrito de la costa oeste de la Isla Norte de Nueva Zelanda. Forma parte de la Región de Manawatu-Wanganui.
Ubicado al norte de Wellington y Kapiti, el distrito se extiende desde un poco al norte de la ciudad de Otaki en el sur hasta el sur de Himatangi en el norte, y desde la costa hasta la cumbre de la cordillera de Tararua.
La principal ciudad y sede del consejo de distrito es Levin, y otros pueblos en el distrito incluyen: Foxton, Shannon, y Tokomaru. La población del distrito es 29 865 habitantes en 2006.